# 夏目と右腕
『夏目と右腕』（なつめとみぎうで）は、2013年11月10日から2015年9月27日までテレビ朝日で毎週日曜 1:15 - 1:45 （土曜深夜、JST）に放送されていたトークバラエティ番組。司会を務めている夏目三久の冠番組でもある。

## 概要
夏目が各界の著名人やヒット商品などを支える人物をゲストに招き、彼らと対談する深夜番組である。著名人たちの右腕的な存在である彼らから成功までの裏話や日常生活でのエピソードなどを聞き出すとともに、著名人たちの人物像を明らかにすることをコンセプトにしている。
前番組『夏目☆記念日』と同様に、本番組もタイトルにある夏目の姓は漢字で表記されている。

## 放送局
| 放送対象地域   | 放送局                | 系列           | 放送日時                     | 放送開始日     | 備考                 |
| -------------- | --------------------- | -------------- | ---------------------------- | -------------- | -------------------- |
| 関東広域圏     | テレビ朝日 (EX)       | テレビ朝日系列 | 日曜 1:15 - 1:45（土曜深夜） | 2013年11月10日 | 製作局               |
| 愛媛県         | 愛媛朝日テレビ (eat)  | テレビ朝日系列 | 土曜 1:50 - 2:20（金曜深夜） | 2013年11月21日 | 11日→19日→20日遅れ   |
| 山口県         | 山口朝日放送 (yab)    | テレビ朝日系列 | 月曜 1:10 - 1:40（日曜深夜） | 2014年1月6日   | 57日遅れ → 15日遅れ  |
| 長野県         | 長野朝日放送 (abn)    | テレビ朝日系列 | 水曜 1:20 - 1:50（火曜深夜） | 2014年4月2日   | 143日遅れ            |
| 香川県・岡山県 | 瀬戸内海放送 (KSB)    | テレビ朝日系列 | 木曜 1:55 - 2:25（水曜深夜） | 2014年4月10日  | 151日遅れ → 24日遅れ |
| 鹿児島県       | 鹿児島放送 (KKB)      | テレビ朝日系列 | 月曜 1:40 - 2:10（日曜深夜） | 2015年2月8日   | 29日遅れ             |
| 静岡県         | 静岡朝日テレビ (SATV) | テレビ朝日系列 | 火曜 1:50 - 2:20（月曜深夜） | 2014年5月6日   | 177日遅れ            |
| 石川県         | 北陸朝日放送 (HAB)    | テレビ朝日系列 | 火曜 1:45 - 2:20（月曜深夜） | 2015年4月6日   |                      |

### 過去に放送していた局
- 九州朝日放送 (KBC)　木曜 1:50 - 2:20（水曜深夜）[8]

## 出演者
- 夏目三久（MC）
- 水橋かおり（ナレーション、ライトくんの声[9]）

## スタッフ

### 現在のスタッフ
- 企画 - 奥川晃弘
- 構成 - 都築浩、デーブ八坂
- TM - 福元昭彦
- TD - 時田将光
- CAM - 石井豪、蝦名岳文、廣瀬義幸、和田晋
- VE - 菅原功暉
- MIX - 松崎宏江
- 照明 - 湯浅洋一
- 美術 - 井積伸介
- デザイン - 山下高広
- 美術進行 - 野口香織
- CG - 福田隆之
- 大道具 - 副島慎(信)太郎
- 電飾 - 服部勇太
- アクリル - 齋田篤
- EED - 佐々木智司、岩品博之、熊谷操、今坂勇介
- MA - 船木拓也、岩倉省吾
- 音響効果 - 佐藤卓嗣
- TK - 満松美弥子
- リサーチ - 喜多あおい、八坂よし子、後藤祐生、塚腰ゆうすけ、渡辺桃子
- 制作協力 - 田辺エージェンシー、278
- 編成 - 田中真由子
- 宣伝 - 高橋夏子
- デスク - 永野智子
- AD - 遠入涼、芳賀直之、松田浩一
- AP - 辻美子
- ディレクター - 小野仁、間篠高行、渡邊優子、平川和志、正野鉄也、青山敏雄、岡順一郎、布川英樹
- チーフディレクター - 井長英嗣
- プロデューサー - 荻野健太郎、新井澄代、富田健一
- ゼネラルプロデューサー - 奥田創史
- 制作著作 - テレビ朝日

### 過去の参加スタッフ
- TM - 大島秀一
- CAM - 石黒康一
- VE - 喜多浩介
- 照明 - 池谷祐介
- 美術 - 池上隆
- デザイン - 福田亜矢子
- 美術進行 - 髙崎絵織
- 電飾 - 日南有貴
- 音響効果 - 板井基至
- 編成 - 船引貴史
- AP - 鈴木園子
- ディレクター - 大道貴志
- プロデューサー - 大沢解都